# میهکل پرنویا
میهکل پَرنویا (استونیایی: Mihkel Pärnoja؛ زادهٔ ۳ ژانویهٔ ۱۹۴۶) سیاستمدار و نماینده سابق مجلس اهل استونی است.